# 👘
👘 is een teken uit de Unicode-karakterset dat een kimono voorstelt. Het teken werd in 2010 standaard onderdeel van Unicode 6.0.
Bij het gebruik van dit teken gaat het uitsluitend over dit specifieke kledingstuk; er is geen bijbetekenis bekend.

## Codering

### Unicode
In Unicode vindt men de 👘 onder de code U+1f458 (hex).

### HTML
In HTML kan men in hex de volgende code gebruiken: &#128088;

### Shortcode
In software die shortcode ondersteunt, kan het karakter worden opgeroepen met de code :kimono:.